# Droga krajowa B313 (Niemcy)
Droga krajowa 313 (Bundesstraße 313, B 313) – niemiecka droga krajowa przebiegająca z północy na południe od drogi B10 w Plochingen do drogi B34 w Espasingen w Badenii-Wirtembergii.

## Historia
Pierwszy utwardzony odcinek drogi powstał w 1765 r. pomiędzy Stockach i Meßkirch. W latach 1769–70 rozbudowano drogę do Sigmaringen.
W 1901 r. droga została oznakowana pomiędzy Schaffhausen i Ulm jako Badeńska droga krajowa nr 62 oraz pomiędzy Meßkirch i Sigmaringen jako Badeńska droga krajowa nr 63.
W 1937 r. oznakowana została jako Reichsstrasse 313.